# Персефона (Матрица)
Персефона — персонаж в кинотрилогии «Матрица». Роль исполняется Моникой Беллуччи. В фильмах «Матрица: Перезагрузка» и «Матрица: Революция» является женой Меровингена.

## Фильмы
В фильме «Матрица: Перезагрузка» Персефона появляется как жена Меровингена. Она предлагает помощь Нео в обмен на страстный поцелуй, поскольку разочаровалась в муже. Неохотно Нео исполняет её желание, и она помогает ему освободить Мастера ключей, попутно убивая вампира-слугу Меровингена.
В фильме «Матрица: Революция» Персефона предупреждает мужа о том, что Тринити действительно может перебить всех посетителей ночного клуба «Хель» ради освобождения Нео из метро просто из-за чувств к нему.
Предположительно Персефона является "вампиром, питающимся эмоциями", как и некоторые члены свиты Меровингена (среди них есть оборотни и вампиры).

## Параллели с мифологией
Имя персонажа взято из греческой мифологии. В ней Персефоной названа дочь Зевса (Юпитера) и Деметры (Цереры), которую взял в загробный мир бог Аид.  В трилогии есть намёки, что Меровинген существует в Матрице как аналог Аида, в числе которых название его ночного клуба именем скандинавской повелительницы загробного мира, хтонического чудовища Хель; несчастная жизнь его супруги, страдающей от измен и скуки. Также он является одним из старейших существ во вселенной Матрицы, заведуя перемещением разумных программ между мирами.